# Capsaïcine
La capsaïcine (8-Méthyl-N-vanillyl-6-nonénamide) est un composé chimique de la famille des alcaloïdes, composant actif du piment (Capsicum). C’est un irritant de l’épithélium des cellules des mammifères ; il produit une sensation de brûlure dans la bouche, ce qui peut être considéré comme un élément gustatif intéressant. Du point de vue biologique, ce composé permet aux fruits, et donc aux graines de la plante qui les produit, d'être moins exposés à la prédation ; de plus, contrairement aux mammifères, les oiseaux ne sont pas sensibles à son effet, ce qui favorise la dispersion des graines par des agents plus mobiles. La molécule est classée parmi les métabolites secondaires.

## Histoire
Cet alcaloïde a été découvert et isolé en 1816 par le pharmacochimiste allemand Christian Friedrich Bucholz, et fut appelé capsaïcine par L. T. Thresh. En 1878, E. Hogyes, un médecin hongrois, démontra que celui-ci cause non seulement un effet d'irritation en bouche, mais aussi augmente la sécrétion de liquide gastrique. La capsaïcine fut synthétisée pour la première fois en 1930 par E. Spath et F. S. Darling. En 1958, la dihydrocapsaïcine fut découverte et nommée capsaïcine 2.
En 1961, d'autres alcaloïdes similaires furent isolés du piment par les chimistes japonais S. Kosuge et Y. Inagaki, qui créèrent la famille des capsaïcinoïdes,.

## Capsaïcinoïdes
Il existe plusieurs capsaïcinoïdes, présents en différentes quantités dans le piment rouge. La capsaïcine est le composé majoritaire du piment rouge avec la dihydrocapsaïcine. Ces deux composés sont deux fois plus puissants en goût que les autres capsaïcinoïdes (nordihydrocapsaïcine, homodihydrocapsaïcine et homocapsaïcine). 
Ces capsaïcinoïdes, qui sont présents en différentes quantités dans différentes espèces de capsicum, ont des profils temporels irritants différents,. Cela compte pour l’action retard de C. chinense (habanero) comparé aux autres espèces.
Les capsaïcinoïdes ont la caractéristique d'activer les récepteurs de chaleur de la peau, d'où la sensation de brûlure, alors qu'il n'y a pas d'augmentation de température.
| Capsaïcinoïde                                           | Concentration typique | Échelle de Scoville     | Structure chimique                         |
| ------------------------------------------------------- | --------------------- | ----------------------- | ------------------------------------------ |
| Capsaïcine (8-méthyl-N-vanillyl-6-nonénamide)           | 69 %                  | 15 000 000 à 16 000 000 | Chemical structure of capsaicin            |
| Dihydrocapsaïcine (8-Méthyl-N-vanillylnonamide)         | 22 %                  | 15 000 000              | Chemical structure of dihydrocapsaicin     |
| Nordihydrocapsaïcine (7-Méthyl-N-vanillyloctamide)      | 7 %                   | 9 100 000               | Chemical structure of nordihydrocapsaicin  |
| Homodihydrocapsaïcine (9-Méthyl-N-vanillyldécamide)     | 1 %                   | 8 600 000               | Chemical structure of homodihydrocapsaicin |
| Homocapsaïcine (trans-9-Méthyl-N-vanillyl-7-décénamide) | 1 %                   | 8 600 000               | Chemical structure of homocapsaicin        |

## Utilisation

### Nourriture
À cause de la sensation de brûlure, la capsaïcine est couramment utilisée dans les produits alimentaires pour ajouter de l’épicé ou « pseudo-chaleur » (piquant). Le degré de chaleur (SHU) est mesuré par l’échelle de Scoville. La capsaïcine est le composé le plus irritant (15 000 000 SHU), comparé à la pipérine (piquant du poivre) et au [6]-gingérol le principe piquant du gingembre.
| Composés     | Échelle de Scoville (Unités Scoville) | Source alimentaire |
| ------------ | ------------------------------------- | ------------------ |
| Capsaïcine   | 16 000 000[10]                        | Piment             |
| [6]-Shogaol  | 160 000[11],[12]                      | Gingembre          |
| Pipérine     | 100 000[11],[12]                      | Poivre             |
| [6]-Gingérol | 60 000[11],[12]                       | Gingembre          |
Typiquement, la capsaïcine est obtenue en utilisant du piment, ce qui est préférable pour des raisons de sécurité à la capsaïcine pure. Elle est soluble dans le gras plutôt que dans l’eau, ce qui explique que boire un verre d’eau apporte peu de soulagement tandis que le lait, le beurre ou des crèmes glacées sont efficaces.
La capsaïcine est également utilisée dans les boissons appelées « alcools sans alcool » ou « liqueurs sans alcool ». La première personne qui a utilisé cette méthode était Reynald Vito Grattagliano, un inventeur qui a travaillé sur un projet de spiritueux sans alcool de 2007 à 2011 offrant aux consommateurs une alternative.
Selon le Comité Scientifique de l'Alimentation de la Commission Européenne, l'ingestion moyenne de capsaïcine en Europe est de 1,5 mg/jour (0,025 mg/kg/jour pour une personne de 60 kg). Le comité recommande de ne pas dépasser 2,5 mg par jour pour un adulte en bonne santé de 60 kg soit environ 5 g de harissa ou 30 g de piment jalapeño frais.

### Médical
La capsaïcine est depuis quelques décennies l'un des moyens de réaliser des modèles de douleur neuropathique chronique chez l'animal. En effet il est maintenant largement démontré que cette molécule devient neurotoxique (destruction nerveuse) en fonction de sa concentration et de la durée d'exposition d'un tissu avec la molécule. Les mécanismes antalgiques sont complexes et les domaines d'utilisation très nombreux en termes de modèles expérimentaux. Le passage de l'utilisation d'une molécule neurotoxique à l'utilisation médicale reste pour le moment une alternative d'exception réservée aux centres d'évaluation et d'étude de la douleur. Actuellement, le traitement des douleurs neuropathiques par la capsaïcine reste expérimental et n'est pas encore une alternative thérapeutique à la neurostimulation de la moelle épinière[réf. souhaitée].
La capsaïcine est utilisée dans des crèmes locales pour soulager la douleur nerveuse périphérique et même certains prurits (démangeaisons) violents. Le traitement typique implique parfois l’application d’un anesthésiant jusqu’à ce que la zone soit engourdie. Ensuite, la capsaïcine est placée par un thérapeute portant des gants de caoutchouc et une protection sur le visage. Le patch cutané à la capsaïcine reste sur la peau pendant une heure (30 minutes sur les pieds) avant d'être retiré. On peut utiliser des poches de glace ou des sacs réfrigérants pendant l'application afin de limiter la sensation douloureuse de brûlure. Les nerfs pourraient être dominés par la sensation de brûlure et ne pourraient plus communiquer la douleur pendant une longue période. Cette alternative thérapeutique dans le traitement des douleurs neuropathiques n'est cependant pas sans conséquences (risque de brûlures) et est déconseillée par la revue Prescrire. 
Les pommades et bains pour le soulagement des muscles douloureux contiennent souvent de la capsaïcine sous la forme d’un extrait huileux listé parmi les ingrédients sous des noms comme « oléorésine de capsicum ».
Dans le domaine ORL il est montré que la capsaïcine en spray nasal entraîne une diminution significative et à long terme des symptômes de la rhinite perannuelle non allergique et non infectieuse.
La capsaïcine inhibe la croissance d'Helicobacter pylori,.
La capsaïcine contribue à bloquer le cancer de certaines cellules du poumon ou de la prostate par apoptose.
La capsaïcine est notamment utilisée dans le médicament Zostrix pour soulager des prurits violents, les douleurs arthritiques et certaines douleurs neuropathiques chroniques.

### Arme non létale
La capsaïcine est aussi l’ingrédient actif dans le vaporisateur de gaz poivre pour contrôler les émeutes. Les gouttelettes provoquent une douleur vive en contact avec la peau, en particulier celle des yeux ou d’une membrane muqueuse. Se référer à l’échelle de Scoville pour la comparaison avec les autres sources de capsaïcine.
Une société commerciale, Guardian-angel, a mis au point un petit pistolet de défense contenant deux cartouches de capsaïcine.
En grande quantité, la capsaïcine peut être un poison mortel. Les symptômes d’une dose excessive comprennent la difficulté de respirer, la cyanose et les convulsions. Bien que la grande quantité nécessaire pour tuer un adulte humain et la faible concentration dans les piments rendent un empoisonnement accidentel très peu probable, la capsaïcine a été impliquée dans certains cas d’infanticide,,,.

### Dopage
La capsaïcine peut être utilisée en applications sur les jambes des chevaux, sous forme de pommade ou de lotion. Chez l'homme, elle a des propriétés antidouleur (l'application est douloureuse, l'effet antidouleur survient un ou plusieurs jours après), mais elle provoque une sensation de brûlure chez les chevaux. Leurs jambes sont alors plus sensibles et ils ont tendance à sauter plus haut pour éviter de heurter les obstacles. Cette pratique est formellement interdite en compétition et la capsaïcine est un produit interdit par la Fédération équestre internationale .

## Mécanisme d’action
Les sensations de brûlures et les douleurs associées à la capsaïcine résultent de l'activation des neurones sensoriels des bourgeons gustatifs. La capsaïcine se lie au récepteur membranaire vanilloïde sous-type 1 (TRPV1). Ceci induit une dépolarisation de la membrane plasmique par entrée calcique et sodique.
La capsaïcine active le TRPV1 car elle est un analogue structurel des métabolites d’acides linoléiques oxydés (en anglais, oxydized linoleic acid metabolites d'où l'acronyme OLAM), substance endogène synthétisée lors de brûlures.

## Régimes
La consommation de capsaïcine stimule la production de deux hormones, l'adrénaline et la noradrénaline. En 2014, une méta-analyse retrouvait un possible effet sur la réduction de poids par une réduction de la prise de calories durant le repas suivant la prise de 2 mg de capsaïcine, cependant, les études analysées sont hétérogènes et de faible niveau de preuve.

## Autres effets

### Euphorie
La consommation d’une grande quantité de capsaïcine provoque l’émission d’endorphines et une sensation de plaisir ou une « euphorie ».

### Insecticide
La capsaïcine possède également des propriétés d'agent antibactérien et d'insecticide.